# Gauradaha
Gauradaha (Nepali गौरादह) ist eine Stadt (Munizipalität) im äußersten Osten des Terai in Nepal im Distrikt Jhapa.
Gauradaha erhielt im September 2015 die Stadtrechte. Zu diesem Anlass wurden die benachbarten Village Development Committees Juropani, Kohabara und Maharanijhoda eingemeindet.
Gauradaha liegt 10 km südlich von Birtamod.
Das Stadtgebiet umfasst 123,23 km².

## Einwohner
Bei der Volkszählung 2011 hatten die VDCs, aus welchen die Stadt Gauradaha entstand, 47.393 Einwohner (davon 22.293 männlich) in 10.819 Haushalten.